# Årets Byggeri
Ej att förväxla med Årets bygge eller Årets byggen.

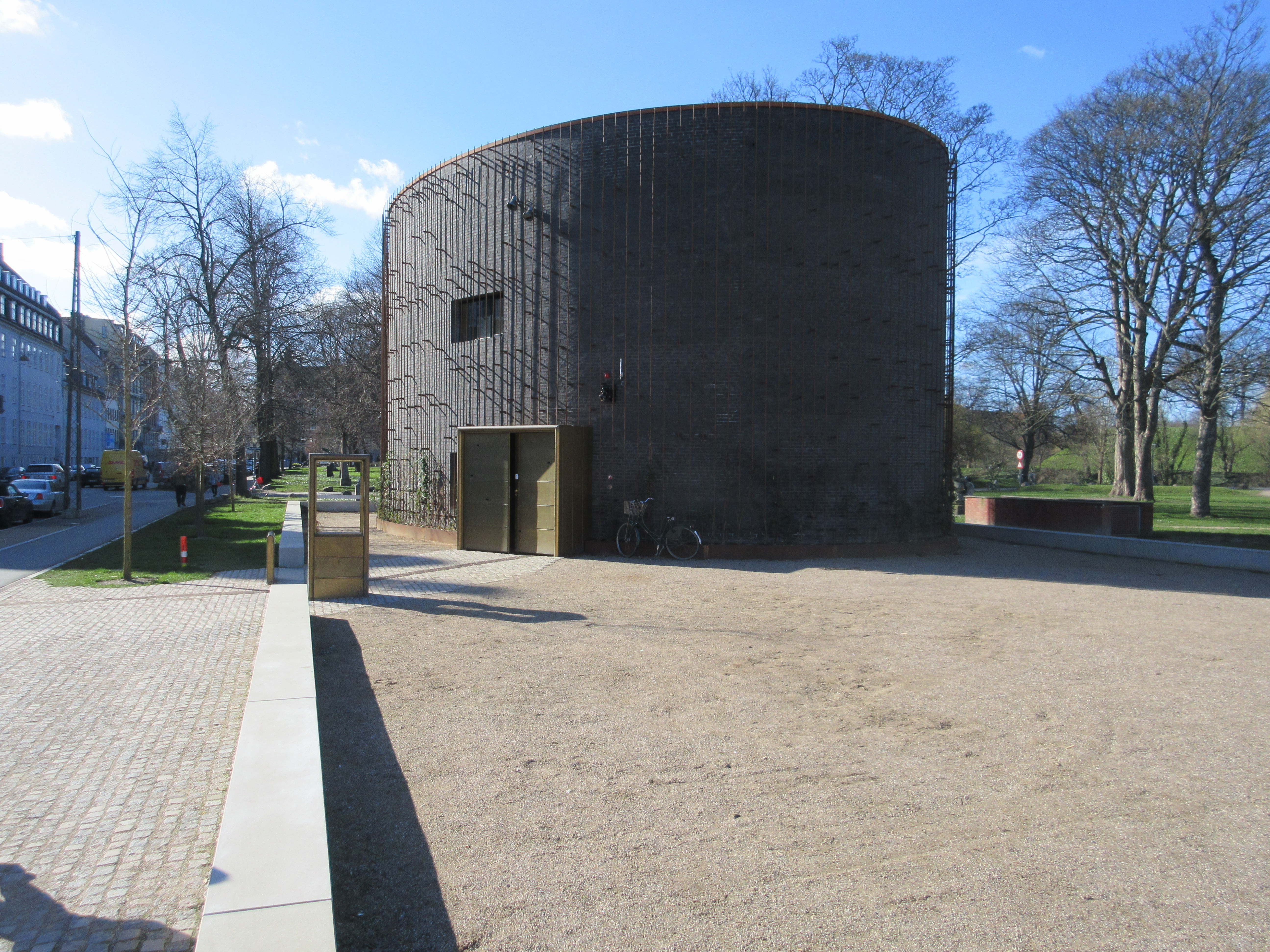
Frihedsmuseet, Köpenhamn.

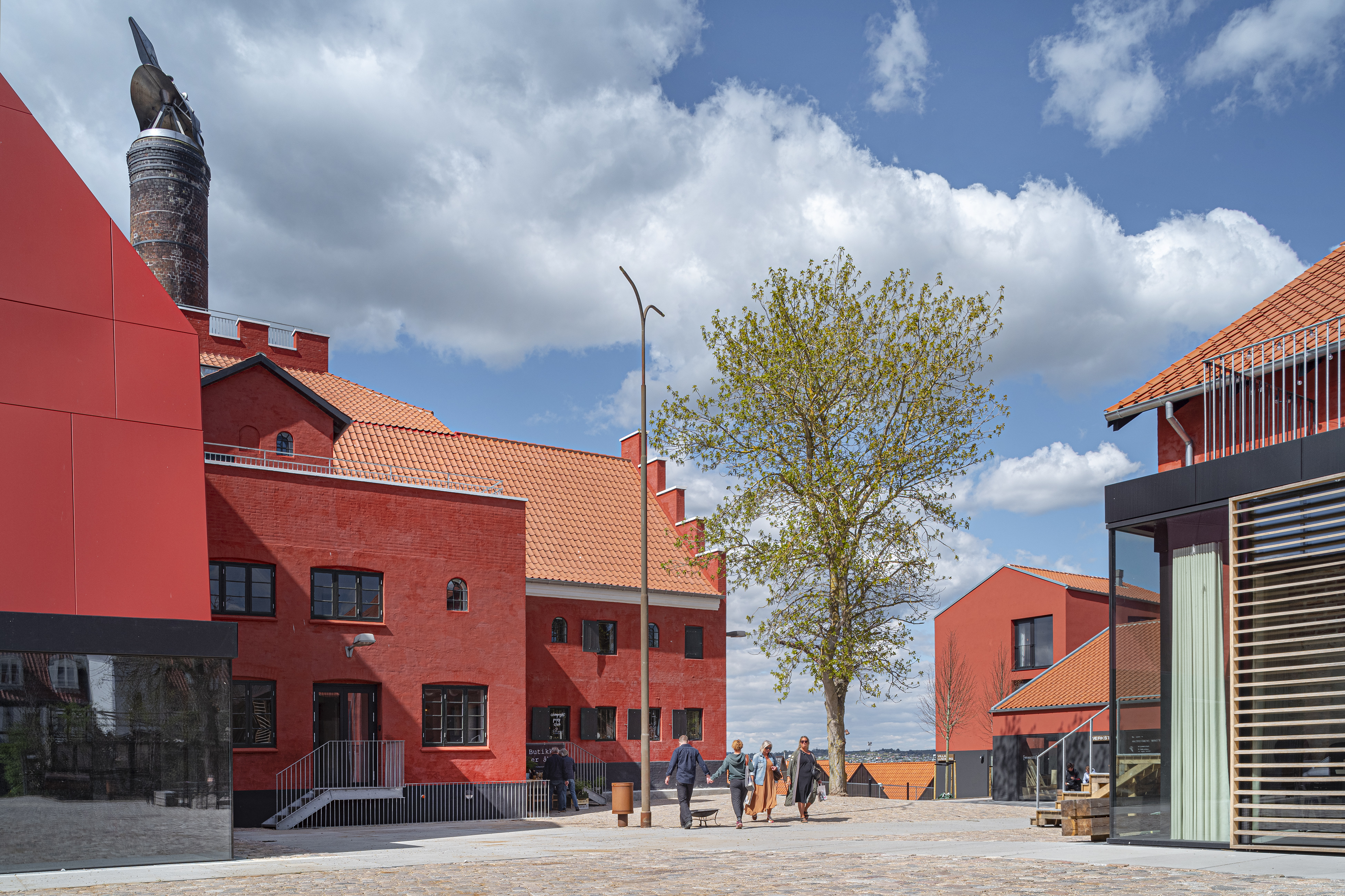
Maltfabrikken, Ebeltoft.

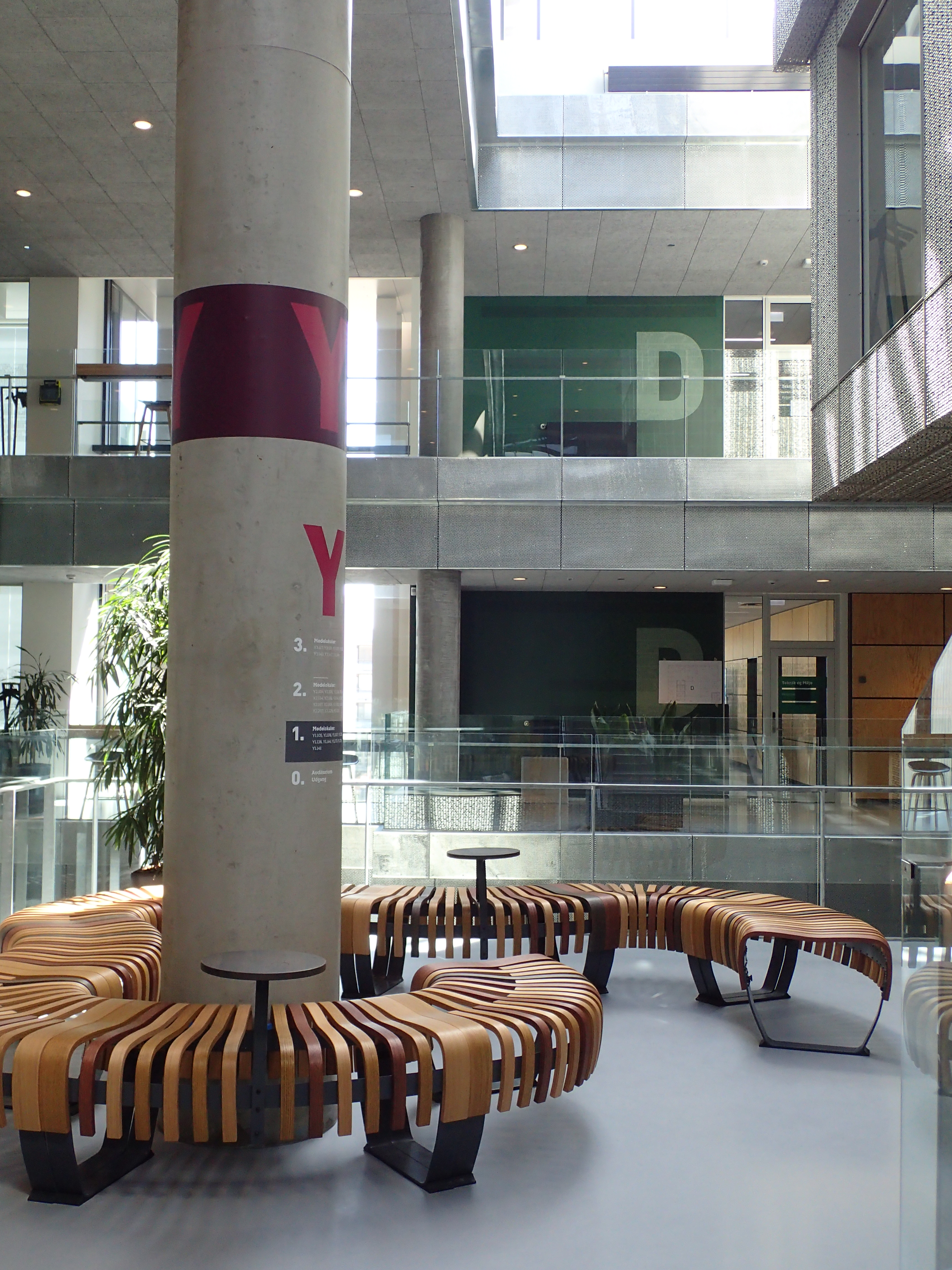
Blixens, Gellerup, Århus.

Årets Byggeri, åren 1997–2007 Udvalgte Byggerie, är ett danskt arkitekturpris, som utdelats årligen sedan 1997. Det är instiftat av tidskriften Magasinet Byggeri. Vinnare offentliggörs i december.
Årets Byggeri delas ut i kategorierna:
- Bolig
- Erhverv
- Åben
- Uderum

## Vinnare
- 2023
  - Renovering av Shellhuset i Köpenhamn (ehrverv)
  - Klimatsäkring av Tønder Midtby (uderum)
  - Karens Minde Aksen i Sydhavnen i Köpenhamn (uderum)
  - Välkomst- och utställningsbyggnaden på krigsmuseet Regan Vest i Rold Skov söder om Ålborg (åben)
  - Esbjergs maritime center "Lanternen" i Esbjerg (åben)[1]
- 2022
  - Museet Flugt i Oksbøl, ritat av Bjarke Ingels Group för Vardemuseerne (åben)
  - Snoezelhuset i Helsingør (åben)
  - DTU Risø Vindenergi på Forskningscenter Risø (ehrverv)
  - Green Solution House 2.0, Rønne, ritat av 3XN (ehrverv)
- 2021
  - Bostadshuset Ny Østergade, Østergade, Köpenhamn (bolig)
  - Pakhuset Braunstein, Køge (ehrverv)
  - Ilulissat Isfjordscenter, mellan Ilulissatfjorden och Ilulissat i Grönland, ritat av Dorte Mandrup (åben)
  - Arkitektskolen Aarhus, Aarhus (åben)
- 2020
  - Skovbrynet Lyngby, Sorgenfri, Lyngby-Tårbæks kommun, ritat av Lars Gitz (bolig)
  - Utställnings- och innovationscentret Klimatorium, Lemvig, ritat ab 3XN (ehrverv)
  - Maltfabrikken, tidigare fabrik ombyggd till kulturhus, Ebeltoft (åben)
  - Frihedsmuseet, Churchillparken mellan Esplanaden och Kastellet i Köpenhamn (åben)
- 2019
  - Byggnaden Blixens i Gellerup i Aarhus (ehrverv)
  - Bostadshuset Venligbolig Plus, Roskildevej, Fredriksberg (bolig)
  - Laboratoriebyggnaden DTU Byggning 310, Kongens Lyngby (åben)
- 2018
  - Campus Bornholm, Rønne, ritat av Cubo Arkitekter och Nova5 Arkitekter (åben)
  - Bostadsområdet Lisbjerg Bakke i Aarhus (bolig)
- 2017
  - Lego House i Billund (åben)[2]
  - Vadehavscentret, ritat av Dorte Mandrup (åben)
  - Bostadsområdet Toftebo i Værløse (bolig)[3]